# ارجان کسال
ارجان کسال (به ترکی استانبولی : Ercan Kesal) – (متولد ۱۲ سپتامبر ۱۹۵۹) بازیگر، کارگردان، نویسنده، پزشک و فیزیکدان ترکیه‌ای است.
کسال در سال ۱۹۸۴ از دانشکده پزشکی دانشگاه اژه فارغ‌التحصیل شد. وی به عنوان پزشک در بیمارستان دولتی کسکین و در کلینیک‌های بالآ و مناطق اطراف آن کار کرد.
وی فعالیت بازیگری خود را از سال ۲۰۰۲ با بازی در فیلم اوزاک نوری بیلگه جیلان آغاز کرد. او همچنین فیلمنامه فیلم روزی روزگاری در آناتولی را به همراه ابرو و نوری بیلگه جیلان نوشت. در سال ۲۰۱۱، این فیلم نامزد دریافت جایزه بهترین فیلمنامه در جوایز صفحه نمایش آسیا و اقیانوس آرام شد.
جدا از حرفه بازیگری، وی تعدادی کتاب منتشر کرده‌است، از جمله سودا پری (۲۰۱۳)، به هر حال ما کاندیدا هستیم (۲۰۱۵)، آینه گابلین (۲۰۱۶)، نیمه شب در استپ (۲۰۱۷) و در حقیقت… (۲۰۱۷) توسط انتشارات ارتباطات و روزی روزگاری (۲۰۱۴) توسط انتشارات ایتاکی.

## فیلم‌شناسی

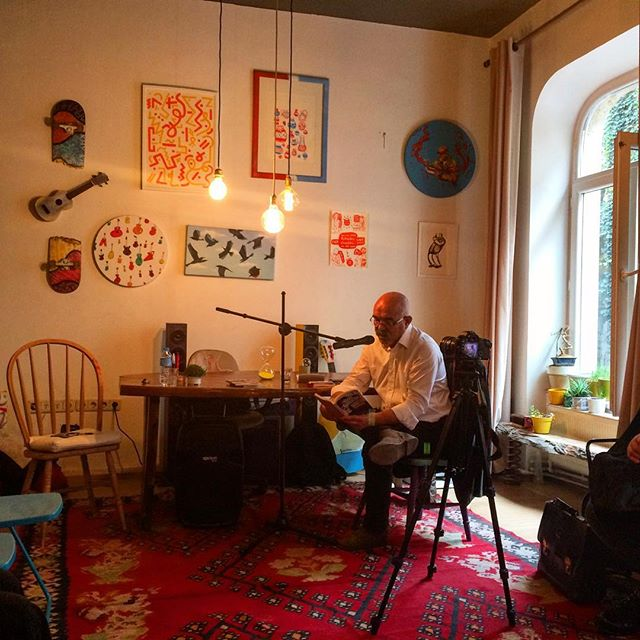
ارجان کسال در حال خواندن کتاب در سال ۲۰۱۵.

| سال              | نام فیلم                  | نقش                      |
| ۲۰۲۱             | سه سکه                    | هالیت                    |
| ۲۰۲۰             | به مدیرم زنگ بزن          |                          |
| ۲۰۲۰             | به هر حال ما کاندید هستیم |                          |
| ۲۰۱۷–۲۰۱۹ و ۲۰۲۱ | گودال                     | ادریس کوچوالی (نقش اصلی) |
| ۲۰۱۷             | جهنم                      |                          |
| ۲۰۱۶             | نفوذی                     | آکین ایشیک               |
| ۲۰۱۴             | من اون نیستم              |                          |
| ۲۰۱۳             | زن دولتی ۲                |                          |
| ۲۰۱۳             | منم دلم برات تنگ شده      |                          |
| ۲۰۱۳             | شما شب را روشن کنید       |                          |
| ۲۰۱۳             | یوزگات بلوز               |                          |
| ۲۰۱۲             | زن دولتی                  |                          |
| ۲۰۱۲             | قالب                      |                          |
| ۲۰۱۱             | روزی روزگاری در آناتولی   |                          |
| ۲۰۱۰             | سفر آلباتروس              |                          |
| ۲۰۰۹             | واوین                     |                          |
| ۲۰۰۸             | سه میمون                  |                          |
| ۲۰۰۲             | اوزاک                     |                          |